# Alberto Capurro
Alberto Rafaél Capurro (Esmeraldas, Esmeraldas, Ecuador, 24 de octubre de 1970). es un exfutbolista ecuatoriano. Jugaba de delantero y sus últimos equipos fueron el Deportivo Colón de Ecuador y el deportivo Quevedo.

## Clubes
| Club               | País    | Año       |
| ------------------ | ------- | --------- |
| Calvi FC           | Ecuador | 1991-1992 |
| Liga de Portoviejo | Ecuador | 1993-1995 |
| Aucas              | Ecuador | 1996      |
| Espoli             | Ecuador | 1997-1998 |
| Liga de Portoviejo | Ecuador | 1999      |
| Espoli             | Ecuador | 1999-2000 |
| Liga de Quito      | Ecuador | 2001      |
| Espoli             | Ecuador | 2002      |
| Liga de Portoviejo | Ecuador | 2003      |
| Liga de Loja       | Ecuador | 2004      |
| Manta FC           | Ecuador | 2005      |
| Liga de Loja       | Ecuador | 2005      |
| Liga de Portoviejo | Ecuador | 2006      |
| Barcelona SC       | Ecuador | 2006      |
| Oro FC             | Ecuador | 2007      |
| Liga de Loja       | Ecuador | 2007      |
| Deportivo Colón    | Ecuador | 2008      |
| Macará             | Ecuador | 2008      |
| Águilas            | Ecuador | 2009      |
| Cristo Rey         | Ecuador | 2010      |
| Deportivo Colón    | Ecuador | 2011      |

## Palmarés

### Campeonatos nacionales
| Título             | Club          | País    | Año  |
| ------------------ | ------------- | ------- | ---- |
| Serie B de Ecuador | Liga de Quito | Ecuador | 2001 |

### Distinciones individuales
| Distinción                        | Año  |
| --------------------------------- | ---- |
| Goleador de la Serie B de Ecuador | 2004 |